# Poecilasthena subpurpureata
Poecilasthena subpurpureata är en fjärilsart som beskrevs av Walker 1863. Poecilasthena subpurpureata ingår i släktet Poecilasthena och familjen mätare. Inga underarter finns listade i Catalogue of Life.

## Bildgalleri

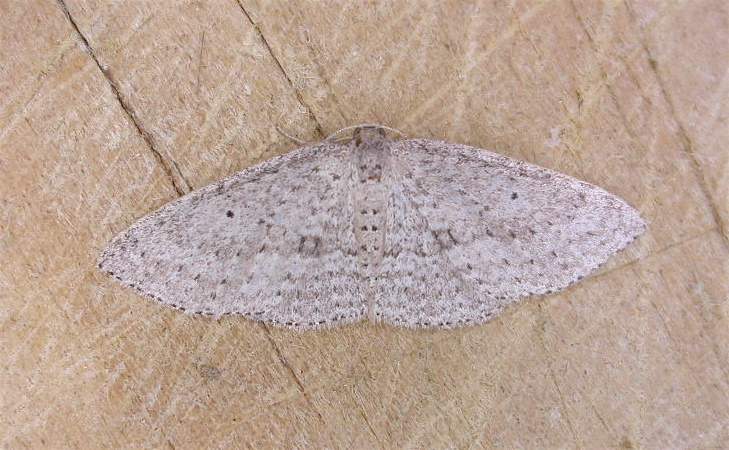